# Kvitteltjärnarna
Kvitteltjärnarna är en sjö i Arjeplogs kommun i Lappland och ingår i Skellefteälvens huvudavrinningsområde. Sjön har en area på 0,143 kvadratkilometer och ligger 932,6 meter över havet.

## Delavrinningsområde
Kvitteltjärnarna ingår i det delavrinningsområde (739394-151669) som SMHI kallar för Inloppet i Tjaktjaure. Medelhöjden är 839 meter över havet och ytan är 60,07 kvadratkilometer. Räknas de 7 avrinningsområdena uppströms in blir den ackumulerade arean 118,56 kvadratkilometer. Tjaktjaurälven (Mierkenisjåkkå) som avvattnar avrinningsområdet har biflödesordning 2, vilket innebär att vattnet flödar genom totalt 2 vattendrag innan det når havet efter 374 kilometer. Avrinningsområdet består mestadels av skog (29 procent) och kalfjäll (68 procent). Avrinningsområdet har 0,98 kvadratkilometer vattenytor vilket ger det en sjöprocent på 1,6 procent.